# Viidaleppia
Viidaleppia is een geslacht van vlinders van de familie spanners (Geometridae), uit de onderfamilie Larentiinae.

## Soorten
- V. consimilis Warren, 1888
- V. incerta Inoue, 1986
- V. quadrifulta Prout, 1938
- V. serrataria Prout, 1914